# バオ・バン
バオ・バン（ベトナム語: Bảo Vang, 漢字: 保䧛, 1934年4月8日 - 2016年7月13日）またはグエン・フク・バオ・バン（ベトナム語: Nguyễn Phúc Bảo Vàng, 漢字: 阮福保䧛）は、阮朝大南の皇族。ジャズ音楽家であり、作詩や著作も手掛けている。

## 経歴
1934年4月8日（保大9年2月25日）、阮朝の第11代皇帝であった維新帝阮福晃の三男としてレユニオン島のサン＝ドニで生まれる。フランス語名イヴ・クロード・ヴィン＝サン（Yves Claude Vinh-San）の姓は父の初諱「永珊」（ヴィン・サン、ベトナム語: Vĩnh San）に由来する。サン＝ドニのリセ・ルコント＝ド＝リール、及びサイゴンのコレージュ・シャスルー＝ローバを卒業した。後にジェシー・タルビーと結婚し、7男3女を儲けた。

### 阮氏一族として
1987年、一族とともに父維新帝の遺体をフエに持ち帰り、伝統儀礼に則って曾祖父の育徳帝が眠る安陵に改葬した。
阮氏前当主バオ・ロン（保隆）の下では、大南龍星院の長として、ドラゴン・ダンナン勲章（大南龍星勲章）の授与を担っていた。
バオ・バンのベトナムの政治に対する立場はノンポリであり、バオ・ロン統率下にある旧皇族の役割として、ベトナム人民に対し人道主義的、教育的、文化的な面での努力を払っている。それを受けて、後世のために阮朝皇室の歴史を記録する助けを施している。
これは、グエン・フク・ブー・チャン理事長率いる政治団体のベトナム大阮君主立憲連盟（VCML）の活動とは対極をなしている。バオ・ロンはVCMLの見解とは強く意見を異にしており、ベトナムにおける阮朝の権威復活を目的としたいかなる活動も展開していない。

## 著作
- 「Duy Tân, Empereur d'Annam 1900-1945」（2001年）